# روی کاتلر
روی کاتلر (انگلیسی: Roy Cutler؛ زادهٔ ۲۸ مارس ۱۹۴۵) بازیکن فوتبال، و بازیکن کریکت است.